# Hermann Hreiðarsson
Hermann Hreiðarsson est un footballeur et entraîneur islandais né le 11 juillet 1974 à Reykjavik. Il jouait au poste de défenseur.
Il est international islandais (87 sélections et 5 buts de 1996 à 2011).

## Biographie
Le 8 juillet 2011, il signe une prolongation d'un an à son contrat à Portsmouth alors que son précédent contrat était achevé. Mais il ne va pas au bout de celui-ci et, à 37 ans, signe gratuitement en janvier suivant à Coventry City un contrat jusqu'à la fin de saison.

## Palmarès
ÍBV Vestmannaeyjar
- Championnat d'Islande (1) : 1997

 Brentford
- Football League Two (1) : 1999

 Portsmouth
- FA Cup (1) : 2008